# Culture.pl
Culture.pl (МПА: / kʌltʃɘ pɛ ель /) — інернет-портал, присвячений польській культурі, створений Інститутом Адама Міцкевича. Основна мета порталу є сприяння досягненням польських художників у світі та розширення культурної свідомості польської аудиторії. Має номер ISSN 1734-0624.
Culture.pl повідомляє про поточні культурні події в країні та досягнення польської культури за кордоном. Це багатий збірник знань про польську культуру. Редакція складається з фахівців у всіх основних галузях культури. Портал містить більше 38 тисяч статей (події, біографії, нариси, описи установ та інші) за напрямками: музика, образотворче мистецтво, фільм, театр, танець, література, комікси, архітектура, фотографія, дизайн. Частиною порталу є тексти про художників та їхні твори, інформація про 700 культурних установи: музи, галереї, концертні зали, театри та художні школи.
В 2012, сайт нарахував близько трьох мільйонів відвідувань, майже чотири з половиною мільйони хітів та близько двох мільйонів унікальних відвідувачів із понад ста країн.